# Júlio de Mesquita Filho
Júlio César Ferreira de Mesquita Filho (São Paulo, 14 de febrero de 1892 - São Paulo, 12 de julio de 1969) fue un periodista brasileño. Siguió los pasos de su padre Júlio de Mesquita quien fue propietario del periódico O Estado de S. Paulo. Con la creación de UNESP, el 30 de enero de 1976, fue homenajeado como patrono de la Universidad Estadual Paulista "Júlio de Mesquita Filho".

## Biografía
Realizó sus primeros estudios en Europa, y regresó a Brasil para estudiar en la facultad de derecho del Largo de São Francisco. Debutó como periodista en la edición vespertina de "Estado" (conocida como "Estadinho"), publicada durante la Primera Guerra Mundial. En 1917, se unió a la Liga Nacionalista, organización liderada por Frederico Steidel y Olavo Bilac, con vistas a democratizar las costumbres políticas de un Brasil todavía oligárquico. Se convirtió en uno de los fundadores más jóvenes del Partido Democrático en 1926, grupo formado por intelectuales y miembros de una nueva élite urbana y liberal que luchaba contra las prácticas del antiguo Partido Republicano Paulista. Sucedió a su padre en 1927 y se involucró al final del gobierno de Washington Luís en la candidatura de Getúlio Vargas, cuya Aliança Liberal presentó un programa de reformas institucionales, como el voto secreto y el fin de la política de los gobernadores. 

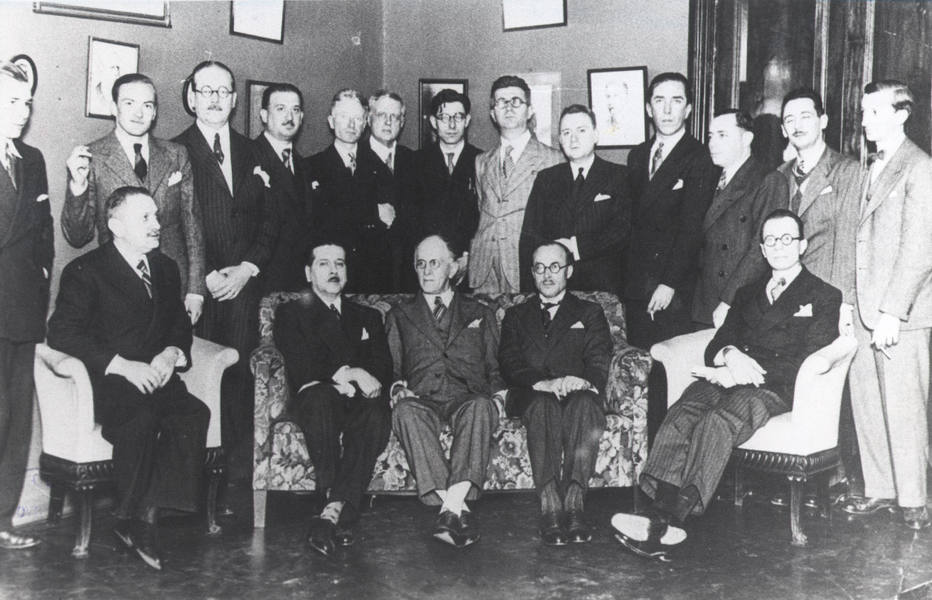
Júlio de Mesquita Filho (el cuarto de pie de derecha a izquierda) y profesores de la entonces recién inaugurada Universidad de São Paulo

Tras la derrota de Vargas, Mesquita Filho apoyó la revolución de 1930, pero se sintió decepcionado por el incumplimiento de las promesas iniciales de Getúlio Vargas. Dos años más tarde participó en la organización de la Revolución Constitucionalista de 1932 que exigía que el gobierno provisional estableciese una nueva Carta para el país y redimiese las promesas perdidas de 1930. Exiliado por primera vez tras la derrota de la revolución, regresó a São Paulo para fundar con su cuñado Armando de Sales Oliveira, entonces interventor del estado de São Paulo, la Universidad de São Paulo que consideraba esencial para la formación de una nueva élite política y cultural para el Brasil. La facultad de filosofía, ciencias y letras fue el comienzo de esta historia.  
Tras el golpe del Estado Novo en 1937, Julio de Mesquita Filho fue detenido 17 veces y conducido al exilio por la dictadura. Vivió primero en París, Francia, desde noviembre de 1938, y llegó a Buenos Aires, Argentina, cuando se dio cuenta de que la guerra estaba a punto de estallar en el continente europeo. Permaneció en la capital argentina hasta 1943 escribiendo para los periódicos La Nación y La Prensa, y luego regresó a Brasil, donde fue inmediatamente detenido de nuevo y confinado en la granja familiar de Louveira, en el interior de São Paulo.  O Estado de S. Paulo fue expropiado a la familia en 1940 y sólo en 1945, tras una decisión del Supremo Tribunal Federal, fue devuelto a sus legítimos propietarios. En los años de la República del 46, Mesquita Filho lideró su periódico en las luchas contra Vargas y sus seguidores, adoptando una postura crítica hacia la Unión Democrática Nacional. 
En 1964, junto con sus hijos, apoyó la insubordinación militar que condujo al Golpe del 64 que derrocó al presidente João Goulart e instauró la dictadura militar en Brasil, pero rompió con el "partido uniformado" poco después de la publicación del Acto Institucional Número Dos de 1965. A partir de ese momento, Mesquita y su "Estado" se opusieron cada vez más al régimen de los generales. Cuando supo, en diciembre de 1968, que el presidente Costa e Silva iba a promulgar el Acto Institucional Número Cinco, que acabaría por sepultar las libertades públicas en Brasil, Mesquita escribió su último editorial, "Instituições em Frangalhos" (en español: "Instituciones en ruinas"). Esa misma noche, la edición de "Estado" fue requisada por la Policía Federal con la promesa de que sería liberada si la dirección del periódico retiraba el editorial. Mesquita se negó. Disgustado con la censura impuesta al diario, el viejo periodista dejó de escribir "Notas e Informações". Tras someterse a una operación gástrica, murió en julio de 1969, a los 77 años, en São Paulo. Le sucedió al frente del periódico su hijo Júlio de Mesquita Neto. 
Júlio de Mesquita Filho fue miembro de la Academia Paulista de Letras.